# Resolució 1559 del Consell de Seguretat de les Nacions Unides
La Resolució 1559 del Consell de Seguretat de les Nacions Unides fou adoptada el 2 de setembre de 2004. Després de recordar les resolucions 425 (1978), 426 (1978), 520 (1982) i 1553 (2004) sobre la situació al Líban, el Consell va recolzar les eleccions presidencials lliures i imparcials al Líban i va demanar que les forces estrangeres restants es retiressin del país.
Nou països van votar a favor: Angola, Benín, Xile, França, Alemanya, Romania, Espanya, Regne Unit i els Estats Units. Es van abstenir sis països: Algèria, Brasil, Xina, Pakistan, Filipines i Rússia.
La resolució va ser patrocinada per França i els Estats Units. La cooperació entre aquestes dues nacions sobre un tema relacionat amb l'Orient Mitjà es va veure com una millora significativa en la seva relació, en comparació amb el seu anterior dur desacord sobre la invasió de l'Iraq de 2003. Com que el Líban va ser governat per França com a Mandat de la Lliga de Nacions (1919-1943), durant molt de temps França va tenir un interès especial al Líban.

## Continguts de resolució
Va demanar al Líban que establís la seva sobirania sobre totes les seves terres i va convidar a les "forces estrangeres", a Síria, a retirar-se del Líban i deixar d'intervenir en la política interna del Líban. La resolució també va fer una crida a totes les milícies libaneses i no libaneses a dissoldre's i declarà el suport a un "procés electoral lliure i just".

## Conseqüències
La resolució va ser corealitzada per França i els Estats Units. Prenent com a eco l'acord de Taif, la resolució "fa una crida a totes les forces estrangeres restants a retirar-se del Líban" i "per la dissolució i el desarmament de totes les milícies libaneses i no libaneses". El Líban ha demanat que Israel es retirés de les Granges de Xebaa i dels turons de Kfar-Shouba i retornés als detinguts libanesos a Israel com a condició per implementar plenament la Resolució 1559, que inclou el desmantellament de l'ala militar d'Hezbol·lah. Els crítics de la resolució argumenten, tanmateix, que un intent del dèbil i políticament dividit exèrcit libanès per desarmar Hezbol·lah seria molt difícil i podria reiniciar la guerra civil libanesa. Síria també violava la resolució fins fa poc a causa de la seva presència militar al Líban.
El 7 d'octubre de 2004, el secretari general de l'ONU Kofi Annan va informar al Consell de Seguretat sobre la manca de compliment de la resolució 1559. El senyor Annan va concloure el seu informe dient: "Ja és hora, 14 anys després del final de les hostilitats i quatre anys després de la retirada israeliana del Líban, perquè totes les parts interessades deixessin de costat els restants vestigis del passat. La retirada de les forces estrangeres i la dissolució i el desarmament de les milícies acabarien amb aquest capítol trist de la història libanesa."
L'informe del secretari general de l'ONU del 20 de gener de 2005 sobre el Líban va declarar que "la posició contínuament afirmada del govern del Líban que la Línia Blava no és vàlida a l'àrea de les Granges de Shab'a no és compatible amb les resolucions del Consell de Seguretat. El Consell ha reconegut que la línia blava és vàlida per tal de confirmar la retirada d'Israel d'acord amb la resolució 425 (1978). El Consell de Seguretat de l'ONU ha demanat reiteradament que totes les parts respectin la línia blava en la seva totalitat".
El 28 de gener de 2005, la Resolució 1583 va demanar al govern del Líban que ampliï i exerceixi plenament la seva autoritat única i efectiva a tot el sud, fins i tot mitjançant el desplegament d'un nombre suficient de forces armades i de seguretat libaneses, per assegurar un entorn tranquil a tota la zona, fins i tot per la Línia Blava, i exercir el control sobre l'ús de la força en el seu territori i des d'ell.
Síria va fer pocs moviments per complir amb la resolució fins a l'assassinat de Rafik Hariri, l'ex Primer Ministre del Líban, el 14 de febrer de 2005. La pressió internacional per retirar es va intensificar i la percepci pública al Líban es va tornar fortament contra Síria, evidenciat per manifestacions massives etiquetades com la Revolució dels Cedres. El president Bashar al-Assad de Síria va anunciar el 5 de març de 2005 que planejava "tornar les seves forces a casa". La retirada, que involucrava a unes 14.000 tropes, va trigar unes set setmanes en completar-se.
El 26 d'abril de 2005, després de 29 anys d'en el Líban, les últimes tropes sirianes van abandonar el Líban. Les instal·lacions militars i d'intel·ligència sirianes, després de la destrucció de documents sensibles o el transport de material logístic, es van lliurar als seus homòlegs libanesos. Aquesta acció va deixar el govern libanès com el principal violador de la resolució a causa de la seva negativa a desmantellar les milícies palestines prosirianes i de Hezbol·lah.
El 27 de desembre de 2005, els coets Katyusha expulsats del territori d'Hezbollah van atacar cases a la ciutat israeliana de Kiryat Shmona, ferint a tres persones . El secretari general de l'ONU, Kofi Annan, va demanar al govern libanès estendre el seu control sobre tot el seu territori, exercir el seu monopoli sobre l'ús de la força i posar fi a tots aquests atacs" .
El 23 de gener de 2006, el Consell de Seguretat de l'ONU va demanar al Govern del Líban que avancés més en el control del seu territori i en la dissolució de les milícies, alhora que convidà a Síria a cooperar amb aquests esforços. En un comunicat llegit pel seu president de gener, Augustine Mahiga de Tanzània, el Consell també va convidar a Síria a prendre mesures per aturar els moviments d'armes i personal al Líban.

## Resposta libanesa
El govern libanès va respondre oficialment a la resolució sobre el lloc web Forces Armades del Líban (LAF) de tres maneres:
1. Retirada de les forces estrangeres del Líban;
2. Desarmament dels guerrillers libanesos i estrangers; i
3. Expandir l'autoritat del govern en tots els territoris libanesos.

Hesbol·là i Lleialtat al Bloc de Resistència va denunciar un informe sobre la resolució del 2010 com una intromissió en els afers libanesos.

## Debat polític libanès
La qüestió del compliment de la resolució 1559 és un assumpte important en la política libanesa. El primer ministre Fouad Siniora ha afirmat que el govern considera que les armes de Hesbol·là són un assumpte domèstic i que la política establerta hauria de tranquil·litzar Hesbol·là perquè el govern protegeixi la seva ala militar. Hesbol·là, veient-se com l'únic representant de la resistència libanesa, intentava adquirir millors privilegis que li permetien detindre qualsevol possible atac. El debat va durar alguns mesos després que el primer ministre Fouad Siniora va admetre que la resistència no es denominaria només resistència, en referència a les persones que l'atacaven com a milícia.
El líder dels drusos Walid Jumblatt ha insistit repetidament que s'oposa al desarmament d'Hesbol·là, d'acord amb la resolució internacional, que descriu el partit com un "grup de resistència" i no una milícia. Va participar en una aliança electoral amb Hesbol·là durant les eleccions legislatives de 2005, amb un dels títols de l'aliança com "La protecció de la resistència", però ara es crida a Hesbol·là que s'integri en l'exèrcit libanès i lliuri les seves armes al govern.
Siniora ha afirmat a més el 20 de juliol de 2006 que "la presència contínua de l'ocupació israeliana de terres libanesos a la regió de les Granges de Xebaa és el que contribueix a la presència d'armes d'Hesbol·là. La comunitat internacional ha d'ajudar-nos a aconseguir una retirada israeliana de les Granges de Xebaa perquè puguem resoldre el problema de les armes d'Hesbol·là".